# El factor venjança
"El factor venjança" (títol original en anglès "The Vengeance Factor") és el novè episodi de la tercera temporada de la sèrie de televisió de ciència-ficció estatunidenca Star Trek: La nova generació, i el 57è de tota la sèrie, que es va emetre originalment el 20 de novembre de 1989, en redifusió als Estats Units. Fou dirigit per Timothy Bond amb guió de Sam Rolfe.
Ambientada al segle XXIV, la sèrie segueix les aventures de la tripulació de la nau de la Flota Estel·lar de la Federació Enterprise-D sota el comandament del capità Jean-Luc Picard. En aquest episodi, el capità Picard lluita amb un poble dividit, els acamaris. La tripulació de l'Enterprise intenta negociar la fi de les incursions llançades per un grup anomenat "Recol·lectors", però un assassinat amenaça amb impedir la pau. Diverses estrelles convidades es presenten com a Acamaris.

## Trama
L' Enterprise viatja al planeta Acamar III després de detectar rastres de sang acamariana en un lloc avançat de la Federació saquejat. El sobirà Marouk, el líder acamarià, suggereix que el saqueig va ser fet pels recol·lectors, descendents de la societat acamariana fa un segle que s'han convertit a la pirateria per mantenir-se. Marouk inicialment suggereix perseguir-los amb l'ajuda de la Flota Estel·lar, però el capità Picard convenç a Marouk d'unir-se a ell per buscar una solució pacífica, inclosa la fi de l'exili autoimposat dels Recol·lectors. Marouk i la seva ajudant, Yuta, arriben a la nau per ajudar. El comandant Riker troba la Yuta atractiva i intenta conèixer-la millor, però la Yuta és incapaç d'obrir-se a ell.
La tripulació de l' Enterprise es posa en contacte amb una banda de Recol·lectors liderada per Brull i ofereix negociacions. Brull negocia amb Marouk i Picard, i després d'escoltar l'oferta, accepta passar-la al seu líder Chorgan. Mentrestant, Yuta es troba sola amb un dels Recol·lectors més grans i li toca la galta, fent que el recol·lector pateixi un atac cardíac. Quan l'home mor, la Yuta afirma que ella, com l'última del seu clan, Tralesta, sobreviurà al clan Lornak. Més tard es troba el cos del recol·lector, però inicialment es va suposar que la mort va ser per causes naturals. No obstant això, una investigació posterior per la Dra. Crusher revela que un "microvirus" d'acció ràpida, dirigit a atacar un perfil específic d'ADN d'acamarià, va ser la causa. La Dra. Crusher creu que el virus va ser intencionadament genèticament modificat, i que la mort va ser un assassinat dirigit. A petició de Picard, Marouk fa que el seu govern enviï dades a l' "Enterprise" per investigar l'assassinat.
L' "Enterprise" es reuneix amb la nau estrella de Chorgan, i Picard, Marouk i Yuta es transporten a bord per començar les negociacions. Al mateix temps, la tripulació de l' Enterprise rep la base de dades d'Acamar, i descobreix que cinquanta-tres anys abans, un altre recol·lector va patir un atac de cor similar: ell també era del clan Lornak, i un registre fotogràfic mostra que Yuta estava present, i clarament no ha envellit ni un dia. Trobant el clan comú, Riker descobreix que Chorgan és del clan Lornak, i adonant-se que Yuta és allà per assassinar-lo, es transporta a la nau de Chorgan. Interromp les negociacions per evitar que Yuta serveixi una copa a Chorgan, acusant-la de l'assassinat. Yuta explica que és l'última de cinc supervivents del clan Tralesta que va ser exterminat per un atac de Lornak, i que ha sofert alteracions genètiques per allotjar el virus i per evitar l'envelliment, el que li va permetre buscar i assassinar el clan Lornak fins a l'última persona. Riker intenta evitar la seva venjança a punt de faser, augmentant gradualment la potència amb cada tret successiu, però no pot trencar amb el seu desig de venjança que va acumular durant les últimes dècades. Després de suplicar-li que no ho torni a intentar, torna a avançar cap a Chorgan i Riker la vaporitza amb el seu faser.
Es negocia una treva entre les dues parts; al final, a l' Enterprise se li assigna una missió d'enquesta rutinària a través del sector ara pacífic.

## Repartiment i doblatge al català
La sèrie va ser doblada al català pels estudis Tramontana (primera part) i Soundtrack (segona part) i emesa a TV3 l’any 1991. Els dobladors de l'episodi foren:
| Personatge      | Actor/actriu    | Veu en català   |
| --------------- | --------------- | --------------- |
| Jean-Luc Picard | Patrick Stewart | Joan Crosas     |
| William Riker   | Jonathan Frakes | Antoni Forteza  |
| Data            | Brent Spinner   | Joaquim Sota    |
| Geordi La Forge | LeVar Burton    | Aleix Estadella |
| Worf            | Michael Dorn    | Enric Arquimbau |
| Beverly Crusher | Gates McFadden  | Aurora Garcia   |
| Deanna Troi     | Marina Sirtis   | Victòria Pagès  |
| Wesley Crusher  | Will Wheaton    | Roger Pera      |
| Yuta            | Lisa Wilcox     | ?               |
| Marouk          | Nancy Parsons   | Marta Martorell |
| Brull           | Joey Aresco     | Abel Folk       |
| Chorgan         | Stephen Lee     | Jordi Royo      |
| Volnath         | Marc Lawrence   | Manel Català    |

## Llançaments
El 6 de juny de 1995 "El desertor" i "El factor venjança" van ser llançats en LaserDisc als Estats Units per Paramount Home Video.
Al Japó, el seu llançament en LaserDisc va arribar el 5 de juliol de 1996, al conjunt de mitja temporada Log. 5: Third Season Part.1 per CIC Video. Aquest incloïa episodis fins a "Una qüestió de perspectiva" en discos òptics de doble cara de 12 polzades. El vídeo estava en format NTSC amb pistes d'àudio tant en anglès com en japonès.
L'episodi es va publicar amb la caixa del DVD de la tercera temporada de Star Trek: La nova generació, llançat als Estats Units el 2 de juliol de 2002.  Tenia 26 episodis de la temporada 3 en set discos, amb una pista d'àudio Dolby Digital 5.1. Va ser llançat en Blu-ray d'alta definició als Estats Units el 30 d'abril de 2013.

## Recepció
El 2019, Den of Geek va assenyalar aquest episodi per incloure elements romàntics. El comentari de la revisió de Keith DeCandido per Tor.com el va qualificar de "Perfectament mitjà" dins Star Trek: La nova generació que no ofereix gaire novetatt en termes de contingut. Considerava que els recol·lectors, que recordaven els metal·lers, eren un canvi agradable dins de la sèrie, d'altra banda, força estable.Els comentaris de revisió de The A.V. Club van felicitar algunes de les dinàmiques de la trama i el final dramàtic, puntuant-lo amb "B".